# حامل العرف

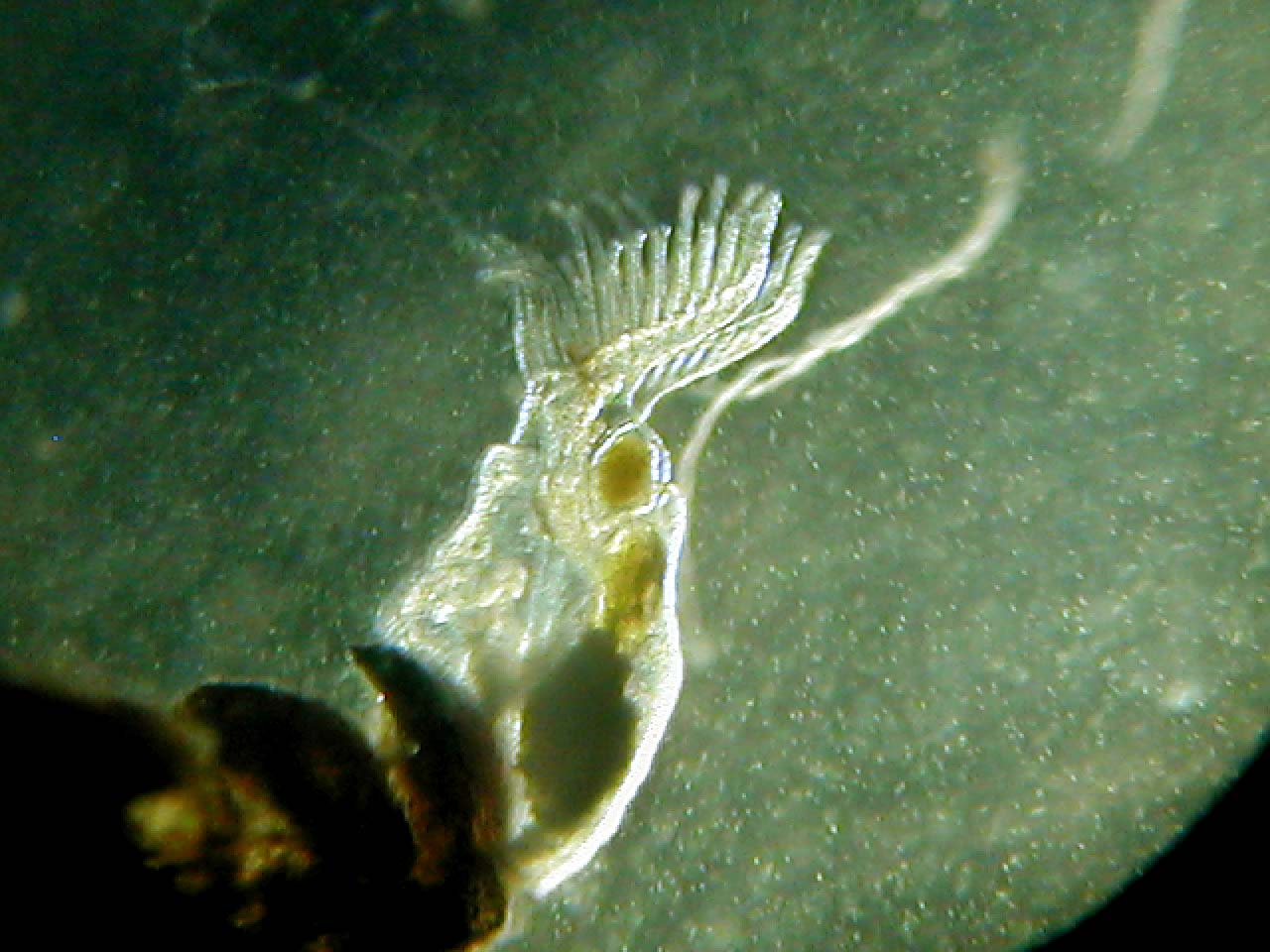
حامل العرف.

حامل العرف أو حامل الخصلة أو اللوفوفور (بالإنجليزية: Lophophore)‏، هو تركيب دائري أو على شكل حدوة الحصان كما الحرف U يتواجد حول الفم في عضديات الأرجل والمرجانيات والديدان الحدوية، يحمل صفاً أو اثنين من المجسات المهدّبة. يعمل حامل العرف بوصفه سطحاً لتبادل الغاز وعضواً لجمع الغذاء. وتعمل أهداب حامل العرف على الإمساك بالدبل العضوي والعوالق التي يتغذى عليها الحيوان.